# Novo Naselje-Stupari
Novo Naselje-Stupari es un pueblo ubicado en la municipalidad de Kladanj, en el cantón de Tuzla, Bosnia y Herzegovina.

## Superficie
Posee una superficie de 1,07 kilómetros cuadrados.

## Demografía
Hasta 2013 la población era de 274 habitantes, con una densidad de población de 257,3 habitantes por kilómetro cuadrado.